# Поруб-Кеповская
Поруб-Кеповская — деревня в Прилузском районе республики Коми в составе сельского поселения Спаспоруб.

## География
Находится на правобережье Лузы на расстоянии примерно 58 км на северо-запад по прямой от центра района села Объячево. 

## История
Впервые упомянута в 1620 году, состояла из деревень Кеповская, Бердышевская, Ивана Калова, Осташевская, Трофимовская и ряд других. В 1926 году в деревне Поруб-Кеповской имелось 28 дворов, 134 жителя, в Бердышевской – 22 двора, 114 жителей, Каловской – 20 дворов, 100 жителей, в Пашкинской - 14 дворов , 56 жителей, в Трофимовской – 43 двора 242 жителя, в Трошинской – 15 дворов, 91 житель. В 1965 году все они были объединены в деревню Поруб-Кеповская. В 1970 году здесь жили 246 человек; в 1979 -167, в 1989 -124, коми.

## Население
Постоянное население  составляло 103 человека (коми 93%) в 2002 году, 64 в 2010 .